# Euryparyphes tazzekensis
Euryparyphes tazzekensis är en insektsart som beskrevs av Scott LaGreca 1993. Euryparyphes tazzekensis ingår i släktet Euryparyphes och familjen Pamphagidae. Inga underarter finns listade i Catalogue of Life.